# Daniel Pacheco
Daniel Pacheco Lobato (Malaga, 5 gennaio 1991) è un calciatore spagnolo, centrocampista o attaccante del Wisła Płock.
Nel 2012 è stato inserito nella lista dei migliori calciatori nati dopo il 1991 stilata da Don Balón.

## Carriera

### Club
Il 9 dicembre 2009, vestendo la maglia numero 47, ha fatto il suo esordio con la prima squadra del Liverpool sostituendo Alberto Aquilani al 76' della sesta ed ultima partita del girone eliminatorio di Champions League, incontro perso in casa per 1-2 contro la Fiorentina. Ha debuttato in Premier League contro il Wolverhampton Wanderers (2-0). giocando 4 gare nella sua prima stagione di Premier League.
Nel gennaio 2011 viene ceduto in prestito al Norwich City dove segna due reti in sei partite di campionato, contribuendo alla promozione in Premier League.
Il 24 agosto 2011 viene nuovamente ceduto in prestito, stavolta Atletico Madrid, per poi essere ceduto nuovamente al Rayo Vallecano. Il 31 gennaio 2013 fa un'altra esperienza iberica, questa volta nell'Huesca. Dopo aver fatto ritorno ad Oltremanica con i Reds questa volta si stabilisce nella squadra di Segunda Division dell'Alcorcón.

#### Real Betis
L'11 luglio 2014 il Real Betis annuncia l'acquisto dell'attaccante appena svincolatosi dall'Alcorcón.

### Nazionale
Nell'ottobre 2007 ha segnato una tripletta in una partita della nazionale spagnola Under-17 contro i pari età di San Marino.

## Statistiche

### Presenze e reti nei club
Statistiche aggiornate al 18 novembre 2022.
| Stagione             | Squadra              | Campionato           | Campionato | Campionato | Coppe nazionali | Coppe nazionali | Coppe nazionali | Coppe continentali | Coppe continentali | Coppe continentali | Altre coppe | Altre coppe | Altre coppe | Totale | Totale |
| Stagione             | Squadra              | Comp                 | Pres       | Reti       | Comp            | Pres            | Reti            | Comp               | Pres               | Reti               | Comp        | Pres        | Reti        | Pres   | Reti   |
| -------------------- | -------------------- | -------------------- | ---------- | ---------- | --------------- | --------------- | --------------- | ------------------ | ------------------ | ------------------ | ----------- | ----------- | ----------- | ------ | ------ |
| 2009-2010            | Liverpool            | PL                   | 4          | 0          | FACup+CdL       | 0               | 0               | UCL+UEL            | 1+2                | -                  | -           | -           | -           | 7      | 0      |
| 2010-mar. 2011       | Liverpool            | PL                   | 1          | 0          | FACup+CdL       | 0+1             | 0               | UEL                | 5                  | 0                  | -           | -           | -           | 7      | 0      |
| mar.-mag. 2011       | Norwich City         | FLC                  | 6          | 2          | FACup+CdL       | -               | -               | -                  | -                  | -                  | -           | -           | -           | 6      | 2      |
| 2011-2012            | Rayo Vallecano       | PD                   | 11         | 0          | CR              | 1               | 0               | -                  | -                  | -                  | -           | -           | -           | 12     | 0      |
| 2012-gen. 2013       | Liverpool            | PL                   | 0          | 0          | FACup+CdL       | 0+1             | 0               | UEL                | 2                  | 0                  | -           | -           | -           | 3      | 0      |
| Totale Liverpool     | Totale Liverpool     | Totale Liverpool     | 5          | 0          |                 | 2               | 0               |                    | 10                 | 0                  |             | -           | -           | 17     | 0      |
| gen.-giu. 2013       | Huesca               | SD                   | 19         | 5          | CR              | -               | -               | -                  | -                  | -                  | -           | -           | -           | 19     | 5      |
| 2013-2014            | Alcorcón             | SD                   | 32         | 5          | CR              | 5               | 2               | -                  | -                  | -                  | -           | -           | -           | 37     | 7      |
| 2014-2015            | Real Betis           | SD                   | 23         | 0          | CR              | 2               | 0               | -                  | -                  | -                  | -           | -           | -           | 25     | 0      |
| 2015-2016            | Alavés               | SD                   | 36         | 3          | CR              | 2               | 0               | -                  | -                  | -                  | -           | -           | -           | 38     | 3      |
| 2016-2017            | Getafe               | SD                   | 31+3       | 3+3        | CR              | 0               | 0               | -                  | -                  | -                  | -           | -           | -           | 34     | 6      |
| 2017-2018            | Getafe               | PD                   | 11         | 0          | CR              | 1               | 0               | -                  | -                  | -                  | -           | -           | -           | 12     | 0      |
| Totale Getafe        | Totale Getafe        | Totale Getafe        | 42+3       | 3+3        |                 | 1               | 0               |                    | -                  | -                  |             | -           | -           | 46     | 6      |
| 2018-2019            | Malaga               | SD                   | 22+2       | 1+0        | CR              | 0               | 0               | -                  | -                  | -                  | -           | -           | -           | 24     | 1      |
| 2019-2020            | Malaga               | SD                   | 22         | 1          | CR              | 0               | 0               | -                  | -                  | -                  | -           | -           | -           | 22     | 1      |
| Totale Malaga        | Totale Malaga        | Totale Malaga        | 44+2       | 2+0        |                 | 0               | 0               |                    | -                  | -                  |             | -           | -           | 46     | 2      |
| feb.-giu. 2021       | UD Logroñés          | SD                   | 10         | 0          | CR              | -               | -               | -                  | -                  | -                  | -           | -           | -           | 10     | 0      |
| 2021-mar. 2022       | Arīs Limassol        | A                    | 12         | 0          | CC              | 1               | 1               | -                  | -                  | -                  | -           | -           | -           | 13     | 1      |
| mar.-giu. 2022       | Górnik Zabrze        | EK                   | 8          | 1          | CP              | -               | -               | -                  | -                  | -                  | -           | -           | -           | 8      | 1      |
| 2022-2023            | Górnik Zabrze        | EK                   | 14         | 0          | CP              | 3               | 0               | -                  | -                  | -                  | -           | -           | -           | 17     | 0      |
| Totale Górnik Zabrze | Totale Górnik Zabrze | Totale Górnik Zabrze | 22         | 1          |                 | 3               | 0               |                    | -                  | -                  |             | -           | -           | 25     | 1      |
| Totale carriera      | Totale carriera      | Totale carriera      | 267        | 23         |                 | 17              | 3               |                    | 10                 | 0                  |             | -           | -           | 294    | 26     |

## Palmarès

### Individuale
- Capocannoniere degli Europei Under-19: 1

Francia 2010 (4 reti)